# Adult Contemporary (classement)
Adult Contemporary est un classement du magazine américain Billboard hebdomadaire créé le 17 juillet 1961  listant les chansons les plus populaires de style pop, musique de variétés ou easy listening (excluant donc le rock 'n' roll) diffusées sur les stations de radio américaines. 
Le classement a changé de nom au fil des ans, s'appelant Easy Listening (1961-1962 ; 1965-1979), Middle-Road Singles (1962-1964), Pop-Standard Singles (1964-1965), Hot Adult Contemporary Tracks (1979-1982) et Adult Contemporary depuis 1983.

## Historique
Le hit-parade Easy Listening du Billboard nait du désir de certaines stations de radio à la fin des années 1950-début des années 1960 de se distinguer des stations diffusant du rock 'n' roll. Billboard ayant publié des articles sur cette tendance musicale, il décide de créer un hit-parade séparé à partir de 1961. La première chanson à atteindre le no 1 dans le nouveau classement est The Boll Weevil Song de Brook Benton. De 1961 à 1965, le classement contient les mêmes chansons que celles du Billboard Hot 100, exclusion faite de celles désignées comme rock 'n' roll par l'hebdomadaire. À partir de 1965, le classement se rapproche des autres classements de singles du Billboard en intégrant les playlists transmises par un panel de stations de radio de même que les chiffres de ventes des disquaires. À partir de 1992, les systèmes de mesure d'audience Nielsen Broadcast Data Systems et de vente Nielsen SoundScan commencent à devenir la norme dans tous les classements du Billboard et, notamment, le Hot Adult Contemporary Tracks.
Ce dernier est connu sous le nom Easy Listening jusqu'en 1962, date à laquelle il est renommé en Middle-Road Singles. En 1964, il prend le nom de Pop-Standard Singles puis revient à nouveau à la dénomination Easy Listening en 1965. Depuis avril 1979, le classement prend définitivement le nom de Hot Adult Contemporary Tracks.